# Sfax
Sfax er en havneby i Tunesien. Byen ligger ved Gabesbugten. Byen har ca. 340.000 indbyggere, og er dermed Tunesiens næststørste by.
Sfax blev grundlagt år 849 og er i dag en vigtig havneby med stor eksport af fosfat og olivenolie. I nærheden af byen findes store oliekilder.
Sfax har en international lufthavn kaldet Sfax – Thyna International Airport også kaldet Sfax Airport, Tunisia.
34°44′N 10°46′Ø / 34.74°N 10.76°Ø